# Chirothecia wrzesniowskii
Chirothecia wrzesniowskii là một loài nhện trong họ Salticidae.
Loài này thuộc chi Chirothecia. Chirothecia wrzesniowskii được Władysław Taczanowski miêu tả năm 1878.